# Ilex kaushue
Ilex kaushue är en järneksväxtart som beskrevs av Shiu Ying Hu. Ilex kaushue ingår i släktet järnekar, och familjen järneksväxter. Inga underarter finns listade i Catalogue of Life.